# Atletica leggera alla XXIX Universiade - Marcia 20 km maschile
La marcia 20 km maschile alla XXIX Universiade si è svolta il 26 agosto 2017.

## Podio

### Individuale
| Oro     | Toshikazu Yamanishi Giappone |
| Argento | Julio César Salazar Messico  |
| Bronzo  | Fumitaka Oikawa Giappone     |

### Squadre
| Oro     | Giappone Toshikazu Yamanishi Fumitaka Oikawa Tomohiro Noda             |
| Argento | Messico Julio César Salazar Ever Palma Isaac Palma                     |
| Bronzo  | Ucraina Igor Glavan Valeriy Litanyuk Ivan Banzeruk Andriy Hrechkovskiy |

## Risultati

### Individuale
| Posizione | Nome                | Nazionalità   | Tempo   | Penalità | Note |
| --------- | ------------------- | ------------- | ------- | -------- | ---- |
|           | Toshikazu Yamanishi | Giappone      | 1h27'30 |          |      |
|           | Julio César Salazar | Messico       | 1h28'20 | ~        |      |
|           | Fumitaka Oikawa     | Giappone      | 1h30'11 | ~~       |      |
| 4         | Ever Palma          | Messico       | 1h30'23 | ~>       |      |
| 5         | Isaac Palma         | Messico       | 1h30'31 | ~>       |      |
| 6         | Igor Glavan         | Ucraina       | 1h30'39 | ~        |      |
| 7         | Tomohiro Noda       | Giappone      | 1h31'00 | ~>       |      |
| 8         | Georgiy Sheiko      | Kazakistan    | 1h32'58 | ~        |      |
| 9         | Choe Byeong-kwang   | Corea del Sud | 1h33'08 | ~~       |      |
| 10        | Valeriy Litanyuk    | Ucraina       | 1h34'12 | >>       |      |
| 11        | Joo Hyun-myeong     | Corea del Sud | 1h34'28 |          |      |
| 12        | Kang Kil-dong       | Corea del Sud | 1h34'49 |          |      |
| 13        | Cian McManamon      | Irlanda       | 1h35'06 | ~        |      |
| 14        | Dominik Černý       | Slovacchia    | 1h36'10 | >        |      |
| 15        | Ivan Banzeruk       | Ucraina       | 1h36'43 | >        |      |
| 16        | Gabriel Bordier     | Francia       | 1h38'38 | >        |      |
| 17        | Bence Venyercsán    | Ungheria      | 1h39'48 | >        |      |
| 18        | Zhao Fujian         | Cina          | 1h40'14 | ~~       |      |
| 19        | Andriy Hrechkovskiy | Ucraina       | 1h40'15 | >>       |      |
| 20        | Han Jijiang         | Cina          | 1h40'56 | >        |      |
| 21        | Yan Dexiang         | Cina          | 1h46'30 | >        |      |
|           | Miroslav Úradník    | Slovacchia    | DNF     |          |      |
|           | Marius Šavelskis    | Lituania      | DQ      | ~>>      |      |

Penalità

~ Perso contatto

> Ginocchio piegato

### Squadre
| Posizione | Squadra       | Tempo   | Note |
| --------- | ------------- | ------- | ---- |
|           | Giappone      | 4h28'41 |      |
|           | Messico       | 4h29'14 |      |
|           | Ucraina       | 4h41'34 |      |
| 4         | Corea del Sud | 4h42'25 |      |
| 5         | Cina          | 5h07'40 |      |